# Film u 2018.
◄◄ | ◄ | 2015. | 2016. | 2017. | 2018.  | 2019. | 2020. | 2021. | ► | ►►
Arhitektura • Astronautika • Astronomija • Biologija • Film • Fotografija • Glazba • Kazalište • Kemija • Kiparstvo • Knjige • Književnost • Kršćanstvo • Meteorologija • Medicina • Planinarstvo • Politika • Pravo • Promet • Slikarstvo • Strip • Šport • Televizija • Znanost • Zrakoplovstvo • Željeznički promet
Film u 2018.

## Svijet

### Filmovi
- Osvetnici: Rat beskonačnosti
- Crna pantera
- Jurski svijet 2
- Annihilation
- Izbavitelji 2
- Istina ili izazov
- Super murjaci
- 50 nijansi slobodniji
- Unsane
- Battle Angel
- Rampage: Totalni kaos
- The First Purge
- Tully
- Osjećam se lijepa
- Ti loviš!
- Tomb Raider
- Krš i lom 2
- Ant-man and the Wasp
- Skyscraper
- Pseći otok
- Solo: Priča iz Ratova Zvijezda
- Hotel Transilvanija 3
- Hereditary
- Sicario 2: Rat bez pravila
- Deadpool 2
- The Meg
- Mamma Mia 2
- Igrač broj 1
- Venom
- Pravednik 2
- 12 hrabrih

## Hrvatska i u Hrvata

### Osnivanja
- Održan 1. Betinski filmski festival.[1]

## Vanjske poveznice
|  | Zajednički poslužitelj ima još gradiva o temi Filmovi iz 2018. |